# Манікотті

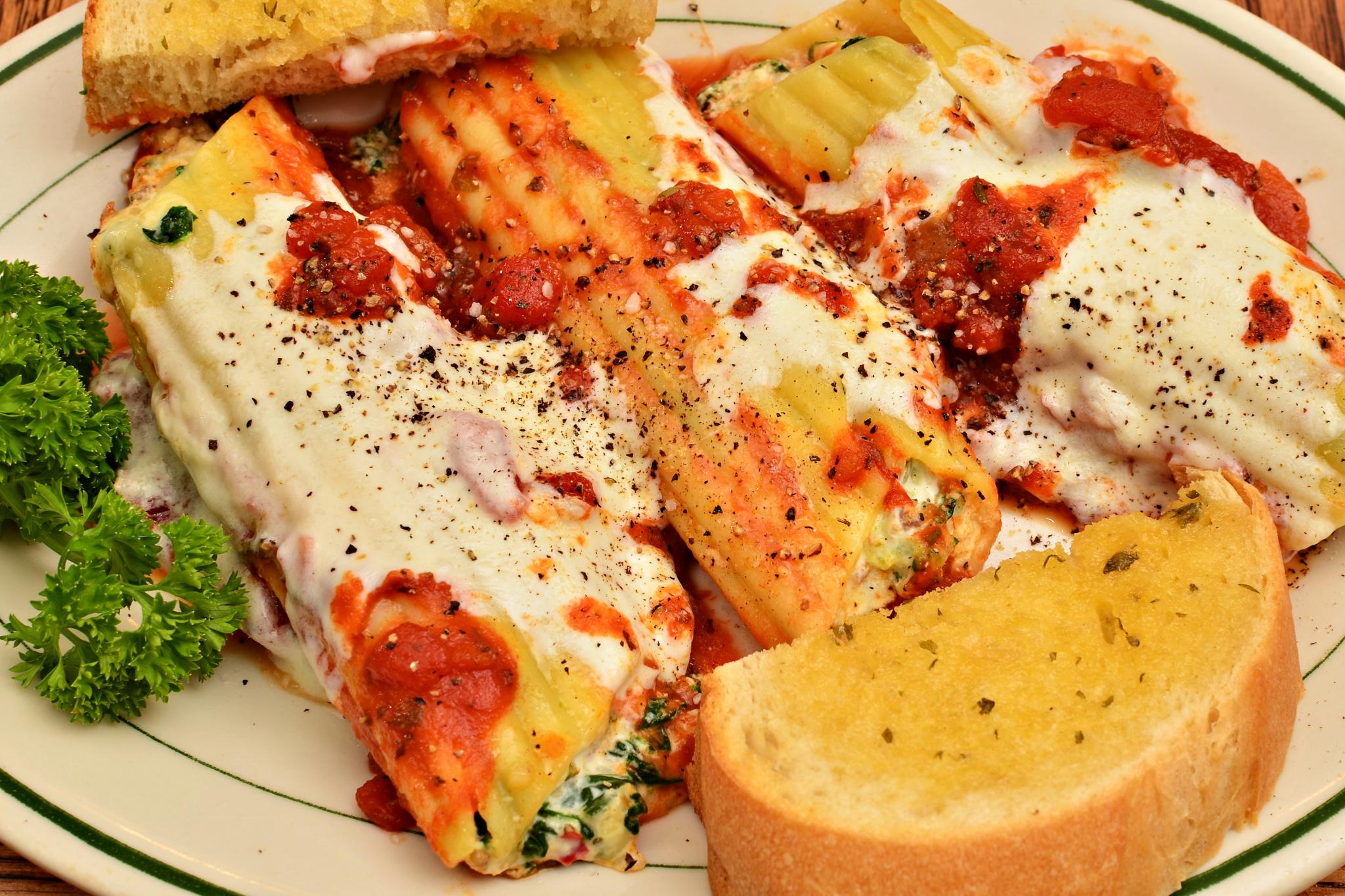
Манікотті

Манікотті (італ. manicotti або «великі рукави») — дуже великі ребристі трубчасті макарони, а також страва італо-американської кухні, виготовлена шляхом фарширування цього сорту пасти кількома видами сирів (зазвичай рікота, моцарела та пармезан) з додаванням зелені, овочів, часнику та мускатного горіха (також може додаватися м'ясний фарш) та запікання у соусі маринара з додаванням сиру.
Схожі з канелоні — стравою італійської кухні, але мають незначні відмінності у формі та способі приготування, оскільки канелоні робиться шляхом згортання лазаньї у циліндричну форму.

## У популярній культурі
Манікотті неодноразово згадується в американському телевізійному серіалі «Клан Сопрано», при цьому там вона називається «маніґот» (англ. manicot або manigot), оскільки у Нью-Йорку та Нью-Джерсі останні голосні звуки у назвах італійських страв не вимовляються. 
В 11 епізоді 2 сезону Дядько Джуніор сварить Боббі Бакальєрі за те, що той з'їв його манікотті.
У 19 епізоді 6 сезону гангстер Філ Леотардо говорить, що у в'язниці він хотів скуштувати манікотті, але пішов на компроміс та їв сир, смажений на радіаторі.
Рецепт манікотті розмістили у виданій у 2002 році книжці "Кулінарна книга родини Сопрано" (англ. "The Sopranos Family Cookbook").